# Площадь Иосипа Броз Тито
Площадь Ио́сипа Броз Ти́то — площадь в Москве на пересечении Профсоюзной улицы и Нахимовского проспекта, на стыке Академического района и района Черёмушки Юго-Западного административного округа.

## Происхождение названия
Названа в 1981 году в честь Иосипа Броз Тито — президента Югославии.

## Транспорт

### Автобус
57, 67, 113, 121, 130, 153, 196, 915, 944, 968, е29, м19, т52, т85

### Метро
- Станция метро «Профсоюзная»

## Здания

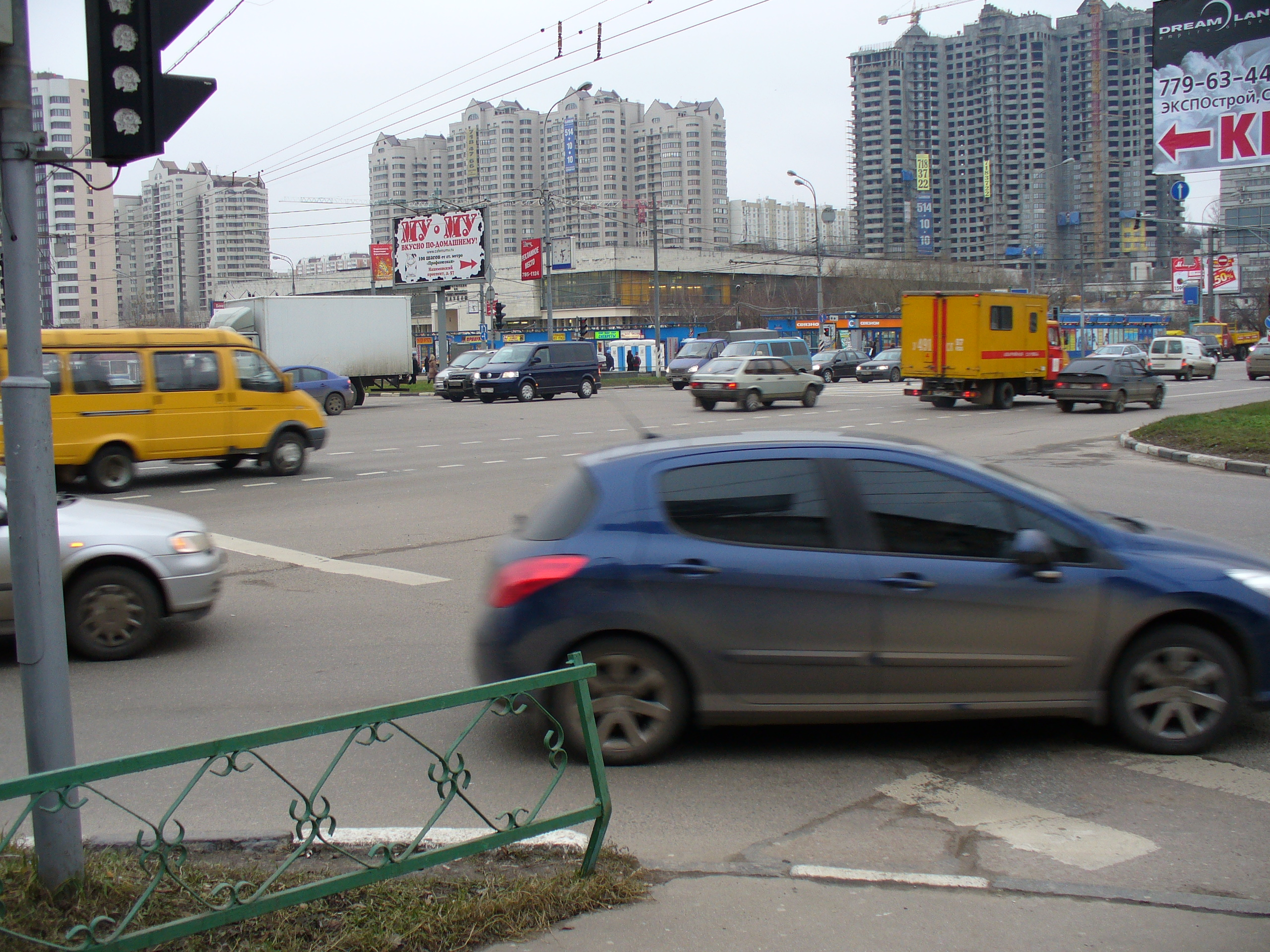
На площади Иосипа Броз Тито

От площади к центру города идут кирпичные дома, построенные в 1950-е годы. От центра — дома более поздней постройки.
На площади находится здание Института научной информации по общественным наукам РАН, пострадавшее от пожара, институт Океанологии имени Ширшова.
На площади находилось три фонтана, в настоящий момент осталось два. На месте последнего работавшего фонтана перед библиотекой научно-технической литературы построен жилой дом. Оставшиеся два — перед Институтом научной информации и Институтом океанологии, бездействуют с 1984 года и нуждаются в ремонте.